# Korkeakivalo
Korkeakivalo är en kulle i Finland.   Den ligger i den ekonomiska regionen  Kemi-Torneå  och landskapet Lappland, i den norra delen av landet, 700 km norr om huvudstaden Helsingfors. Toppen på Korkeakivalo är 182 meter över havet.
Terrängen runt Korkeakivalo är huvudsakligen platt. Runt Korkeakivalo är det mycket glesbefolkat, med 2 invånare per kvadratkilometer.